# Stjepan Dilber
Stjepan „Stipo” Dilber (Rauševac, 24. rujna 1939. – Zagreb, 4. prosinca 2021.), hrvatski isusovac, dugogodišnji voditelj Misijskog ureda Hrvatske pokrajine Družbe Isusove (1993. – 2020.).

## Životopis
Rođen je kao trinaesto dijete Nikole i Mare (rođ. Komšić) u Rauševcu 1939. Starija braća Ivan i Ilija također su bili isusovci – Ivo u Rimu, a Ilija kao misionar u Zambiji. Sestra Vladimira bila je franjevka.
Sa sedamnaest godina prijavio se u Dubrovniku 1953. kao kandidat za brata. No, otac se tome usprotivio i u stupanju u red spriječila ga je milicija. Sljedeće godine odlazi u isusovačku kuću u Borovici. Novicijat je započeo 10. veljače 1955. u Palmotićevoj u Zagrebu, gdje je po svršetku novicijata bio vratar i prefekt pripravnika. Četiri godine bio je sakristan Sveučilišne crkve u Innsbrucku i minister na isusovačkom kolegiju na Jordanovcu, gdje je radio i u izdavačkoj djelatnosti Filozofsko-teološkog instituta (1974. – 1980., 1993. – 2006.). Dvanaest godina radio je u nuncijaturi Svete Stolice u Beogradu.
Potaknut djelovanjem kluba filatelista u Innsbrucku koji su otkupljivali poštanske marke i prihod od prodaje darovali za misije, od 1966. uključuje se i sam u prikupljanje novčane pomoći za misije te s vremenom okuplja mrežu više stotina dobrotvora, čiji su darovi omogućili izgradnju 22 crkve u Zambiji i Malaviju, nekoliko samostana i škola. Preko Misijskog ureda pomagao je hrvatskim i slovenskim misionarima u Africi, Aziji, Latinskoj Americi, Rusiji i Ukrajini te indijskim župama u kojima je djelovao Ante Gabrić.
S bratom Ilijom primio je nagradu Ponos Hrvatske 2010. godine.
Preminuo je u KBC Sestre milosrdnice u Zagrebu 2021. Pokopan je na Mirogoju.